# Хоцишев (Зґерський повіт)
Хоцишев (пол. Chociszew) — село в Польщі, у гміні Паженчев Зґерського повіту Лодзинського воєводства.
Населення — 345 осіб (2011).
У 1975-1998 роках село належало до Лодзинського воєводства.

## Демографія
Демографічна структура станом на 31 березня 2011 року:
|          | Загалом | Допрацездатний вік | Працездатний вік | Постпрацездатний вік |
| -------- | ------- | ------------------ | ---------------- | -------------------- |
| Чоловіки | 169     | 31                 | 120              | 18                   |
| Жінки    | 176     | 27                 | 109              | 40                   |
| Разом    | 345     | 58                 | 229              | 58                   |